# Associatie van gewoon knopjesmos
De associatie van gewoon knopjesmos (Aulacomnietum androgyni) is een associatie uit het viertandmos-verbond (Tetraphidion).

## Naamgeving en codering
| Bryeto-Aulacomnietum Barkm. 1958                     |
| Dicrano scoparii-Aulacomnietum androgyni Barkm. 1958 |

- Syntaxoncode voor Nederland (rVvN): r57Bb01

De wetenschappelijke naam Aulacomnietum androgyni is afgeleid van de botanische naam van gewoon knopjesmos (Aulacomnium androgynum).

## Ecologie
De associatie van gewoon knopjesmos is een microgemeenschap die vooral matig verterende boomlijken, stobben en afgevallen takken koloniseert. Ook op oude horsten komt de gemeenschap voor.